# Jupp Heynckes
Josef „Jupp“ Heynckes (* 9. Mai 1945 in München Gladbach, heute Mönchengladbach) ist ein ehemaliger deutscher Fußballspieler und -trainer.
Während seiner aktiven Zeit als Stürmer galt er als vielseitig, schnell und vor allem torgefährlich. In seinen 369 Bundesligaspielen erzielte er insgesamt 220 Tore. In den 1970er Jahren gewann er als Spieler mit Borussia Mönchengladbach vier deutsche Meisterschaften, den DFB- sowie den UEFA-Pokal und wurde mit der Nationalmannschaft Europa- und Weltmeister.
Als Trainer war Heynckes bei mehreren Vereinen in Deutschland und Spanien sowie kurzzeitig in Portugal tätig. 1998 erreichte er mit dem Champions-League-Sieg für Real Madrid seinen für lange Zeit größten Erfolg, bevor er dies 2013 mit dem FC Bayern München wiederholte. Im selben Jahr gewann er nach 23 Jahren zum dritten Mal die deutsche Meisterschaft und zum ersten Mal in seiner Trainerkarriere den DFB-Pokal, womit er mit Bayern München als erstem deutschen Verein das Triple holte. Anschließend trat er vom Trainerberuf zurück und begab sich in den Ruhestand.
Nach der Entlassung von Carlo Ancelotti wurde er im Oktober 2017 zum vierten Mal Trainer beim FC Bayern München und gewann mit diesem, 29 Jahre nach seinem ersten Titel, seine vierte deutsche Meisterschaft. Im Mai 2018 trat er erneut als Trainer ab.
Heynckes hat als Spieler und Trainer in der Bundesliga insgesamt 1038 Spiele bestritten und 518 davon gewonnen, jeweils so viele wie kein anderer Akteur.

## Spielerlaufbahn

### Vereine

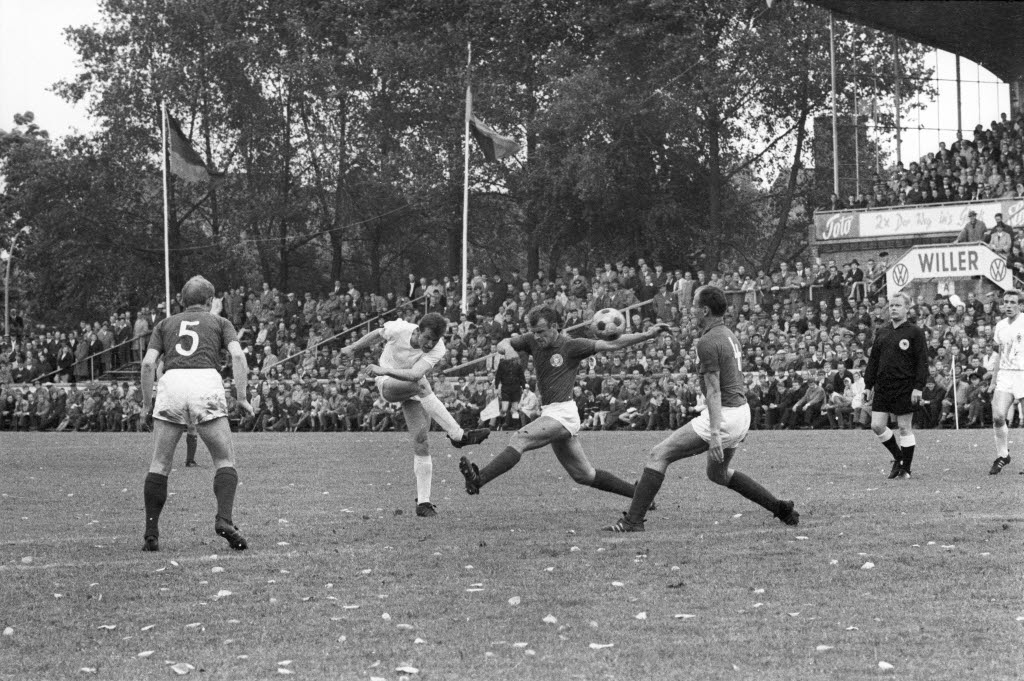
Heynckes beim Torschuss, Aufstiegsrundenspiel zur Bundesliga im Juni 1965 bei Holstein Kiel

In der deutschen Bundesliga spielte Heynckes als Stürmer von 1965 bis 1967 und von 1970 bis 1978 für Borussia Mönchengladbach sowie von 1967 bis 1970 für Hannover 96.
Seine erfolgreichste Zeit als Spieler waren die 1970er Jahre bei Borussia Mönchengladbach. Mit der Borussia gewann er 1971, 1975, 1976 und 1977 vier deutsche Meisterschaften, 1973 den DFB-Pokal und 1975 den UEFA-Pokal. Von 1970 bis 1978 erzielte Heynckes 168 Tore in 226 Bundesligaspielen, was einem Schnitt von 0,74 Toren pro Spiel entspricht. 1974 und 1975 wurde er jeweils Bundesliga-Torschützenkönig mit 30 bzw. 27 Toren, dabei teilte er sich 1974 den Titel mit Gerd Müller. In der Saison 1966/67 erzielte er beim 11:0 gegen den FC Schalke 04 fünf Tore. Beim bislang höchsten Sieg der Bundesliga-Geschichte und gleichzeitig Heynckes letztem Liga-Einsatz, einem 12:0 gegen Borussia Dortmund in der Saison 1977/78, war er ebenfalls mit fünf Toren beteiligt.

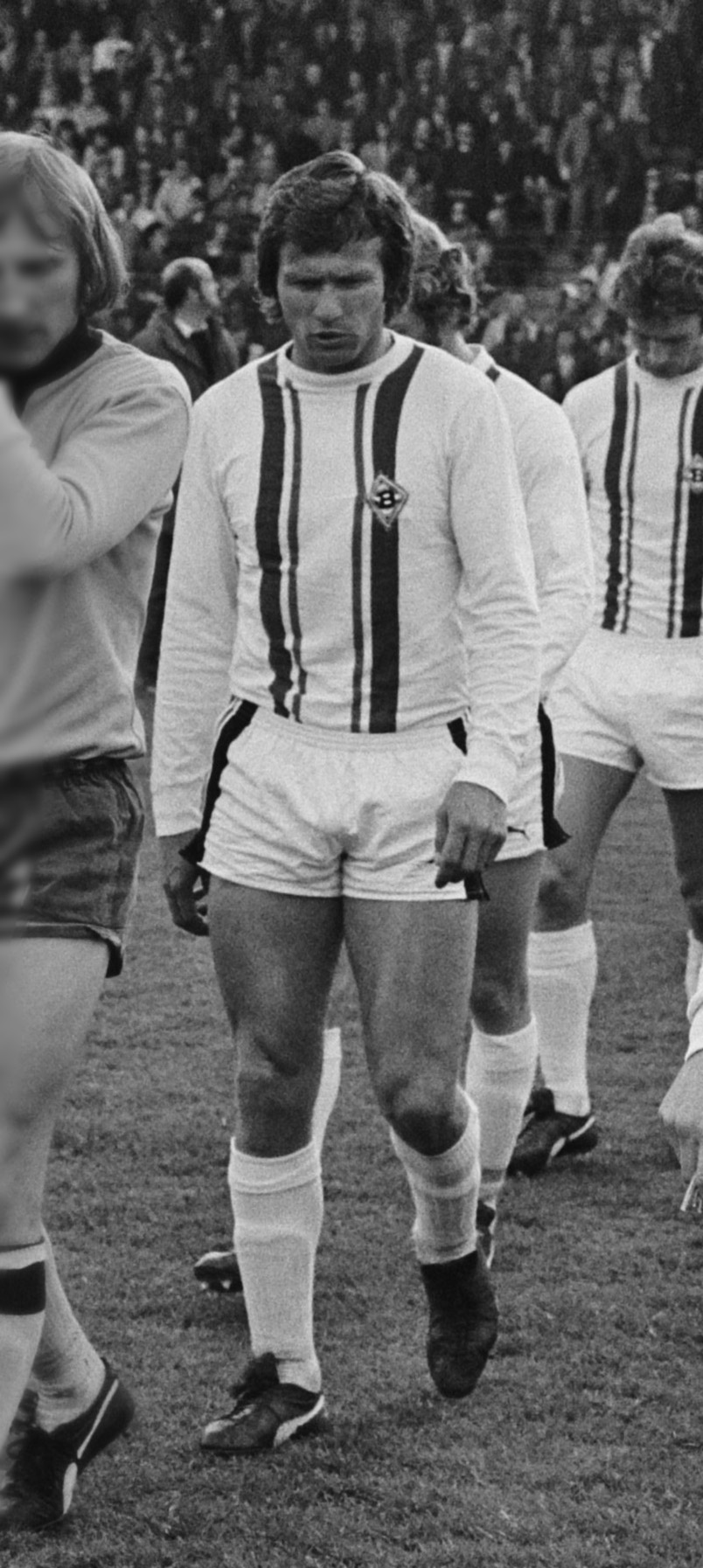
Heynckes im Trikot von Mönchengladbach (1975)

Nach insgesamt 369 Bundesligaspielen beendete Heynckes 1978 seine Spielerlaufbahn. Mit 195 Bundesligatoren ist er Rekordtorschütze von Borussia Mönchengladbach, die Gesamtzahl von 220 Toren bedeutete jahrzehntelang Platz drei in der ewigen Torschützenliste der Bundesliga hinter Gerd Müller mit 365 und Klaus Fischer mit 268 Toren, bevor Ende 2019 Robert Lewandowski an Heynckes, seinem ehemaligen Trainer, vorbeizog. Mit 51 Treffern gehört er auch zu den erfolgreichsten Torschützen in europäischen Vereinswettbewerben. In seinen 64 Spielen erreichte er einen Durchschnitt von 0,80 Toren, der nur von Gerd Müller mit 0,89 übertroffen wird.
In der Geschichte des UEFA-Pokals ist Heynckes, gemeinsam mit Dieter Müller, der für den 1. FC Köln und Girondins Bordeaux spielte – beide erzielten 29 Treffer –, der dritterfolgreichste Torjäger hinter Henrik Larsson mit 40 Toren, der für Celtic Glasgow und Helsingborgs IF antrat, und Waldo vom FC Valencia mit 31 Toren.

### Nationalmannschaft
Für die deutsche Fußballnationalmannschaft absolvierte er zwischen 1967 und 1976 39 Länderspiele und erzielte 14 Treffer. Mit der Nationalmannschaft gewann er 1972 den Europameistertitel in Belgien und 1974 den Weltmeistertitel im eigenen Land. Im Verlauf dieses Turniers kam er allerdings nur zweimal zum Einsatz.

## Titel als Spieler

### Nationalmannschaft
- Weltmeister: 1974
- Europameister: 1972

### Verein
(alle Borussia Mönchengladbach)
International
- UEFA-Cup-Sieger: 1975

Deutschland
- Meister (4): 1971, 1975, 1976, 1977
- Pokalsieger: 1973

### Individuell
- Torschützenkönig
  - des Europapokals der Landesmeister: 1976 (6 Tore)
  - des Europapokal der Pokalsieger: 1974 (8 Tore)
  - des UEFA-Cups (2): 1973 (12 Tore), 1975 (10 Tore)
  - der Bundesliga (2): 1974 (30 Tore), 1975 (27 Tore)
- Silbernes Lorbeerblatt: 1974
- Kicker-Stürmer des Jahres: 1975
- Kicker-Trainer des Jahres (4): 1981, 1986, 2013, 2018

## Trainerlaufbahn

### 1979 bis 1987: Borussia Mönchengladbach
Noch im letzten Jahr seiner aktiven Laufbahn absolvierte Heynckes die Ausbildung zum Fußball-Lehrer an der Sporthochschule Köln. 1979 folgte er auf Udo Lattek als Trainer von Borussia Mönchengladbach und war mit 34 Jahren der bis dahin jüngste Cheftrainer der Bundesliga. Obwohl der Verein in dieser Zeit Leistungsträger zu diversen Spitzenclubs ziehen lassen musste, hielt Heynckes seine neu formierte Mannschaft fast ständig im oberen Tabellendrittel – mit Ausnahme der Saison 1982/83 mit längerer Abstiegsgefahr. Seine erfolgreichste Saison schloss er 1983/84 ab, als er mit Mönchengladbach den dritten Tabellenplatz erreichte, punktgleich mit Meister VfB Stuttgart und dem Zweitplatzierten Hamburger SV. Im selben Jahr erreichte der Verein unter Heynckes das DFB-Pokalfinale, in dem er erst nach Elfmeterschießen mit 7:8 (1:1 n. V.) gegen Bayern München unterlag. In der Saison 1986/87 landete Mönchengladbach erneut auf Platz drei der Bundesliga und stellte mit Uwe Rahn wieder einen Top-Torjäger der Bundesliga. Rahn schloss die Saison mit 24 Treffern als Torschützenkönig ab. Im DFB-Pokal drang der Verein im selben Jahr bis ins Halbfinale vor. In Mönchengladbach errang er als Trainer keine Titel. Am 22. April 1987 schied sein Team nach einem 0:0 beim schottischen Klub Dundee United mit einer anschließenden 0:2-Heimniederlage im Halbfinale des UEFA-Pokals aus. Nach Abschluss dieser Saison wechselte Heynckes zu Bayern München.
Heynckes gilt als Entdecker von Lothar Matthäus, der 1979 als 18-Jähriger aus Herzogenaurach nach Mönchengladbach geholt wurde und sich unter Heynckes zum Stammspieler weiterentwickelte.

### 1987 bis 1991: FC Bayern München
1987 wurde Heynckes vom FC Bayern München verpflichtet – wieder war Udo Lattek sein Vorgänger, der das Team in der Vorsaison zum Meistertitel geführt hatte. Heynckes’ erstes Jahr verlief aus Sicht der Bayern wenig erfolgreich. In der Meisterschaft Zweiter geworden, auch in den übrigen Wettbewerben ohne Titel geblieben, baute Heynckes die Mannschaft des FC Bayern durch mehrere Neuverpflichtungen (u. a. Jürgen Kohler, Alan McInally, Thomas Strunz) um und gewann 1989 die deutsche Meisterschaft. Diesen Titel verteidigte der FC Bayern unter Heynckes im Folgejahr. Nachdem der Verein 1990/91 Zweiter hinter dem 1. FC Kaiserslautern geworden war, kam es in der Spielzeit 1991/92 zu einer Krise für den FC Bayern, der durch die Abgänge von Jürgen Kohler und Stefan Reuter und Verletzungen von Raimond Aumann und Brian Laudrup geschwächt war. Nach vier Ligapartien in Folge ohne Sieg und einer 1:4-Heimniederlage gegen den Aufsteiger Stuttgarter Kickers wurde Heynckes am 8. Oktober 1991 freigestellt und durch Søren Lerby ersetzt. Der Manager des FC Bayern Uli Hoeneß bezeichnete diese Entscheidung gegen Heynckes später als „größte Fehlentscheidung“ seiner Karriere. Der FC Bayern war mit vier Siegen, vier Remis und vier Niederlagen nur Tabellenzwölfter gewesen. Auf den ebenfalls erfolglosen Lerby folgte Mitte März Erich Ribbeck. Bayern München beendete die Saison als Zehnter. Zum ersten Mal seit 1979 qualifizierte sich der FC Bayern nicht für einen internationalen Wettbewerb.

### 1992 bis 1994: Athletic Bilbao
Im Sommer 1992 unterschrieb Heynckes beim spanischen Erstligisten Athletic Bilbao einen Kontrakt und wurde nach Hennes Weisweiler und Udo Lattek der dritte deutsche Trainer in Spaniens höchster Fußball-Liga.
Seine Zeit bei dem baskischen Verein war von Beginn an erfolgreich. Gemäß der Philosophie des Vereins, nur auf Spieler aus dem Baskenland setzen zu dürfen, formte Heynckes eine Mannschaft, die von Platz 14 in der Vorsaison in seinem ersten Jahr auf den achten Rang kletterte und sich im zweiten Jahr mit dem fünften Platz für die Teilnahme am UEFA-Pokal qualifizierte.
Während dieser Zeit bewies Heynckes erneut ein Gespür für junge Talente und brachte unter anderem den baskischen Star Julen Guerrero heraus.

### 1994 bis 1995: Eintracht Frankfurt
1994 wurde Heynckes zusammen mit Horst Köppel als Co-Trainer von Eintracht Frankfurt engagiert. Heynckes übernahm die Eintracht in der ersten Saison nach dem Weggang von Uwe Bein und Uli Stein und verfolgte zunächst das Ziel, Ruhe in die Mannschaft zu bringen, um anschließend wieder für Erfolg zu sorgen.
Die Hessen hatten mit Andreas Köpke einen neuen Torhüter verpflichtet, in einer spielstarken Mannschaft mit u. a. Anthony Yeboah, Maurizio Gaudino (dem ein Wechsel zum 1. FC Kaiserslautern verweigert wurde) und Jay-Jay Okocha. Diese drei Spieler sorgten nach einem mäßigen Einstand für einen Eklat: Beim Abschlusstraining der Eintracht am Freitag vor einem Bundesligaspiel gegen den HSV hatten laut Trainer Heynckes „einige Spieler schlecht trainiert“. Das betraf die drei genannten Stars. Daraufhin setzte Heynckes, wütend über deren Einstellung, einen 30-minütigen Waldlauf an. Yeboah erklärte dem Trainer, er werde zum Spiel gegen den HSV nicht erscheinen. Okocha gab vor, mental nicht in der Lage zu sein, Fußball zu spielen und Gaudino fühlte sich nach zwei Trainingseinheiten am Freitag körperlich kaputt. Alle drei Spieler meldeten sich für den 16. Spieltag der Saison 1994/95 krank. Daraufhin wurden sie einige Tage später gänzlich aus dem Kader für die restliche Saison gestrichen. Lediglich Okocha wurde in der Rückrunde für die Eintracht eingesetzt. Yeboah kritisierte später die Maßnahme: „Der Rauswurf war völlig unnötig und ein großer Fehler. Er hat mit dieser Aktion den Klub Frankfurt auf Jahre kaputtgemacht.“
Auch ohne die drei erreichte die Eintracht kurze Zeit später nach zwei Siegen über den SSC Neapel das Viertelfinale des UEFA-Pokals, in der Liga blieb der Erfolg jedoch aus. Nach neun Monaten im Verein löste Heynckes am 2. April 1995 seinen Vertrag auf und verzichtete auf eine Abfindung.

### 1995 bis 1997: CD Teneriffa
Erneut wechselte Heynckes nach Spanien und unterschrieb drei Wochen nach seinem Rücktritt in Frankfurt einen bis 1997 gültigen Vertrag beim spanischen Erstligisten CD Teneriffa, bei dem er zu Beginn der Saison 1995/96 seine Arbeit aufnahm. Zusammen mit Ewald Lienen als Co-Trainer und später Egon Coordes als Konditionstrainer erzielte Heynckes in Teneriffa wie zuvor in Bilbao ansehnliche Erfolge.
In seinem ersten Jahr führte er CD Teneriffa in der Liga auf einen UEFA-Pokal-Platz. In der Copa del Rey kam er mit seiner Mannschaft unterdessen bis ins Viertelfinale, wo er mit 0:3 an Atlético Madrid scheiterte. Im anschließenden Sommer 1996 erhielt Heynckes ein Angebot vom FC Barcelona, welches er allerdings ablehnte, worauf Bobby Robson das Traineramt übernahm. Seine Absage an Barça begründete Heynckes später damit: „[er] habe nie einen Vertrag gebrochen.“
In seiner zweiten Saison mit Teneriffa schaffte man es in der Liga auf den neunten von 22 Plätzen, während man im nationalen Pokal bis ins Viertelfinale kam, wo man Betis Sevilla mit 0:5 deutlich unterlag. Größter Erfolg in der Spielzeit war der Einzug ins Halbfinale des UEFA-Pokals. In diesem traf er im Anschluss auf den FC Schalke 04, gegen den man denkbar knapp nach Verlängerung mit 1:2 verlor. Nach der Saison verließ er den Verein.

### 1997 bis 1998: Real Madrid
Als Real Madrid im Sommer 1997 keine Einigung mit Ottmar Hitzfeld erzielte, fragte der Traditionsverein aus der spanischen Hauptstadt bei Heynckes an. Schließlich unterschrieb Heynckes im Juli 1997 in Madrid und wurde Nachfolger des Italieners Fabio Capello, der zuvor nach einem Jahr und trotz Gewinns der Meisterschaft entlassen worden war. Von Anfang an traten die Medien Heynckes verhalten und skeptisch gegenüber. Einen ersten Erfolg mit Real Madrid konnte Heynckes im August 1997 verbuchen. Durch einen 5:3-Gesamtsieg gegen den von Louis van Gaal trainierten Erzrivalen Barcelona gewannen die Königlichen ihren fünften spanischen Supercup. Das Ausscheiden im spanischen Pokal gegen den Zweitligisten Deportivo Alavés im Januar 1998 sorgte dann allerdings für erste Unruhe. Am Ende der Saison belegte Real Madrid einen unbefriedigenden vierten Platz in der spanischen Liga mit 11 Punkten Rückstand auf „Double“-Gewinner Barça. In Europa lief es für Heynckes und Real Madrid dagegen deutlich besser. So führte er die Madrilenen in ihr erstes Champions-League-Finale seit dem verlorengegangen Endspiel 1981. Im Finale am 20. Mai 1998 in Amsterdam konnten Juventus Turin und dessen Erfolgstrainer Marcello Lippi mit 1:0 geschlagen werden, wodurch Real Madrid erstmals seit dem Triumph 1966 wieder die Champions League bzw. den Landesmeisterpokal gewann. Das gewonnene Finale war gleichzeitig Heynckes letztes Spiel als Trainer bei Real Madrid, da er nach nur einer Saison beurlaubt wurde.

### 1999 bis 2000: Benfica
Nachdem er zwischenzeitlich ein Angebot des DFB, die Nachfolge von Bundestrainer Berti Vogts nach der WM in Frankreich anzutreten, abgelehnt hatte, kehrte Heynckes 1999 zurück auf die iberische Halbinsel, um dort das Traineramt bei Benfica Lissabon zu übernehmen. Aus Deutschland folgen sollte ihm dabei einige Wochen später noch Mönchengladbachs 21-jähriges Torhüter-Talent Robert Enke. Heynckes unterschrieb einen Zweijahresvertrag beim portugiesischen Rekordmeister und wurde Nachfolger von Graeme Souness. Wegen seiner Erfolge in Madrid und München wurden große Hoffnungen mit seinem Engagement verbunden. Nach drei Jahren Titellosigkeit und fünf seit der letzten Meisterschaft sollte er den Erfolg ins Estádio da Luz zurückbringen. Im Verlauf der Saison wurde jedoch klar, dass er den Erwartungen nicht gerecht werden würde. Statt des angestrebten Titelgewinns und der Qualifikation für die Champions League wurde die Liga lediglich auf dem dritten Platz, mit acht Punkten Rückstand auf Meister Sporting Lissabon, beendet, wobei einem der Lokalrivale nicht nur in der Meisterschaft überlegen war, sondern man scheiterte auch im nationalen Pokal im Achtelfinale an dem Team von Augusto Ignácio. Im UEFA-Pokal verlor man unterdessen in der 3. Runde deutlich mit einem Gesamtergebnis von 1:8 gegen Celta Vigo. Eine katastrophale 0:7-Rekordniederlage im Hinspiel in Vigo machte dabei jede Hoffnung auf einen Erfolg in Europa frühzeitig zunichte.
Trotz dieser insgesamt unbefriedigenden Bilanz behielt Heynckes sein Traineramt zunächst für die folgende Spielzeit. Eine Entscheidung, die von der tendenziell kritischen Anhängerschaft akzeptiert wurde. Heynckes Beschluss, Benficas langjährigen Kapitän João Pinto auszumustern, führte dann allerdings zu einem Proteststurm und gab einen Vorgeschmack auf den Ton zwischen Fans und Trainer während Heynckes’ weiterer Amtszeit. So sah sich Heynckes nach Saisonstart aufgrund schwacher Leistungen fortgesetzter Kritik durch die Anhängerschaft ausgesetzt, inklusive eines „Pfeifkonzerts“ gegen ihn, bei einem wenig überzeugenden 2:1-Sieg gegen den Tabellenvorletzten CF Estrela Amadora am vierten Spieltag. Der knappe, von Rufen nach seiner Entlassung begleitete, Sieg gegen Estela Amadora war Heynckes letztes Spiel als Benfica-Trainer, da sich Verein und Coach zwei Tage später trennten. Laut Verein erfolgte die Trennung dabei einvernehmlich. Zum Zeitpunkt seines Abschieds befand Benfica sich auf dem siebten Tabellenplatz. Heynckes Nachfolger wurde der Assistenztrainer des spanischen Vizemeister FC Barcelona José Mourinho.

### 2001 bis 2003: Rückkehr zu Athletic Bilbao
Im Jahr 2001 ließ er sich erneut im Baskenland nieder, als er in Bilbao einen Zweijahresvertrag unterschrieb. Am Ende der Saison 2001/02 verbesserte sich der Klub im Vergleich zum Vorjahr um sechs Plätze und wurde Achter. In der Saison 2002/03 verpasste Bilbao auf Platz sieben am letzten Spieltag knapp einen UEFA-Pokal-Platz. Heynckes’ Vertrag lief zum Saisonende aus.

### 2003 bis 2004: FC Schalke 04
Im Jahr 2003 übernahm Heynckes beim FC Schalke 04 den Trainerposten von Trainerneuling Frank Neubarth bzw. von Interimscoach Marc Wilmots. Der erste Eindruck des Trainers bei seinem neuen Verein war positiv. Nach einem unbefriedigenden Saisonverlauf im Jahr 2004 und ambitionierten Neuverpflichtungen schien die Geduld der Verantwortlichen mit dem ehemaligen Meistertrainer später zu Ende zu sein; so sagte Rudi Assauer: „Der Jupp ist ein Fußballer der alten Schule, aber wir haben 2004.“ In der Saison 2004/05 folgte der schlechteste Saisonstart des Vereins seit Jahren. Nach drei Niederlagen aus vier Spielen, zuletzt einem 0:3 beim VfL Wolfsburg, wurde Heynckes beurlaubt. Heynckes selbst bezeichnete die Zeit auf Schalke dennoch als eine seiner effektivsten Trainerzeiten.

### 2006 bis 2007: Borussia Mönchengladbach
Am 23. Mai 2006 unterschrieb Heynckes nach einer eineinhalbjährigen Auszeit, in der er seine an Krebs erkrankte Ehefrau pflegte, erneut einen Trainervertrag bei Borussia Mönchengladbach. Die Saison 2006/07 begann mit vier Heimsiegen erfolgreich, danach gewann sein Team kein Spiel mehr und fand sich zur Winterpause auf einem Abstiegsplatz wieder. Trotzdem entschied sich der Verein, Heynckes weiter zu beschäftigen. Nach zwei weiteren erfolglosen Spielen zu Beginn der Rückrunde trat Heynckes am 31. Januar 2007 nach einem 0:0 gegen Nürnberg nach nur 215 Tagen in Mönchengladbach zurück. Später wurde bekannt, dass es gegen ihn gerichtete Morddrohungen gegeben haben soll.
2008 erhielt Heynckes ein künstliches Kniegelenk.

### 2009: FC Bayern München
Vom 27. April 2009 bis zum Saisonende der Saison 2008/09 wurde Heynckes erneut beim deutschen Rekordmeister FC Bayern München eingesetzt, nachdem Jürgen Klinsmann fünf Spieltage vor Schluss beurlaubt worden war. Unter Heynckes wurden vier Siege und ein Unentschieden erreicht. Der Verein erreichte Platz zwei und damit die direkte Champions-League-Qualifikation.

### 2009 bis 2011: Bayer 04 Leverkusen
Am 5. Juni 2009 gab Bayer 04 Leverkusen die Verpflichtung von Heynckes bekannt. Er ersetzte den zum Hamburger SV gewechselten Bruno Labbadia. Mit Leverkusen blieb er die ersten 24 Spieltage der Saison ungeschlagen. Damit stellte er einen neuen Startrekord in der Fußball-Bundesliga auf und übertraf dabei die von ihm selbst mit dem FC Bayern München gehaltene Bestmarke aus der Saison 1988/89. Saisonübergreifend blieb Heynckes 29 Spiele in Folge unbesiegt. Die Serie endete am 25. Spieltag mit einer 2:3-Niederlage gegen den 1. FC Nürnberg. Nach dem überragenden Saisonbeginn stagnierte die Mannschaft in der Rückrunde und belegte am Schluss der Saison Platz vier.
Damit spielte Bayer in der Saison 2010/11 in der UEFA Europa League und erreichte das Achtelfinale. In der Meisterschaft wurde Leverkusen Zweiter und qualifizierte sich für die Champions League. Heynckes entschied sich, seinen am Ende der Saison auslaufenden Vertrag nicht zu verlängern. Sein Nachfolger wurde der Freiburger Trainer Robin Dutt.
Heynckes war der erste Trainer seit sieben Jahren, der mit Bayer Leverkusen den Einzug in die Champions League schaffte, nachdem der Verein sich zwischen 1997 und 2004 insgesamt sechs Mal für die Teilnahme qualifiziert hatte.

### 2011 bis 2013: FC Bayern München
Am 25. März 2011 gab der FC Bayern München die Verpflichtung von Heynckes als Cheftrainer bekannt. Dieser unterschrieb einen Zweijahresvertrag ab der Saison 2011/12. Damit folgte Heynckes auf Andries Jonker, der nach der Beurlaubung von Louis van Gaal von April bis Saisonende 2011 als Interimstrainer tätig war.
Am 17. März 2012 beim Auswärtssieg gegen Hertha BSC hatte Heynckes sein 600. Spiel als Trainer in der deutschen Bundesliga; lediglich Otto Rehhagel hat mit über 800 noch mehr Bundesligaspiele als Trainer. Nachdem Heynckes einer offiziellen Pressemitteilung des Klubs zufolge dem Bayern-Vorstand mitgeteilt hatte, dass er seinen auslaufenden Vertrag nicht mehr verlängern werde, wurde am 16. Januar 2013 die Verpflichtung von Pep Guardiola als sein Nachfolger bekannt gegeben. Wenige Tage später wurde bekannt, dass Heynckes seine Arbeit bei den Münchnern gerne fortgesetzt hätte.
Am 23. Februar 2013 bestritt Heynckes in der Bundesligapartie des FC Bayern München gegen den SV Werder Bremen sein 1000. Bundesligaspiel als Spieler oder Trainer.
Am 16. Mai 2013 gab Heynckes bekannt, dass er keine weiteren Bundesligaspiele als Trainer begleiten werde, jedoch die Option auf etwaige Auslandsengagements bei vorliegendem Interesse von Moskau, dem AS Monaco und auch Real Madrid noch nicht ausschließen wolle.
Heynckes gewann als erster Trainer mit einer deutschen Männer-Fußballmannschaft, dem FC Bayern München, in der Saison (2012/13) das Triple. Am 28. Spieltag wurde der FC Bayern vorzeitig Deutscher Fußballmeister, am 25. Mai 2013 Champions-League-Sieger und am 1. Juni 2013 DFB-Pokalsieger. Am 4. Juni 2013 erklärte Heynckes sein vorläufiges Karriereende.
Am 13. Januar 2014 wurde Jupp Heynckes die Auszeichnung zum FIFA-Welttrainer des Jahres 2013 in Zürich verliehen.

### 2017 bis 2018: Viertes Engagement beim FC Bayern München

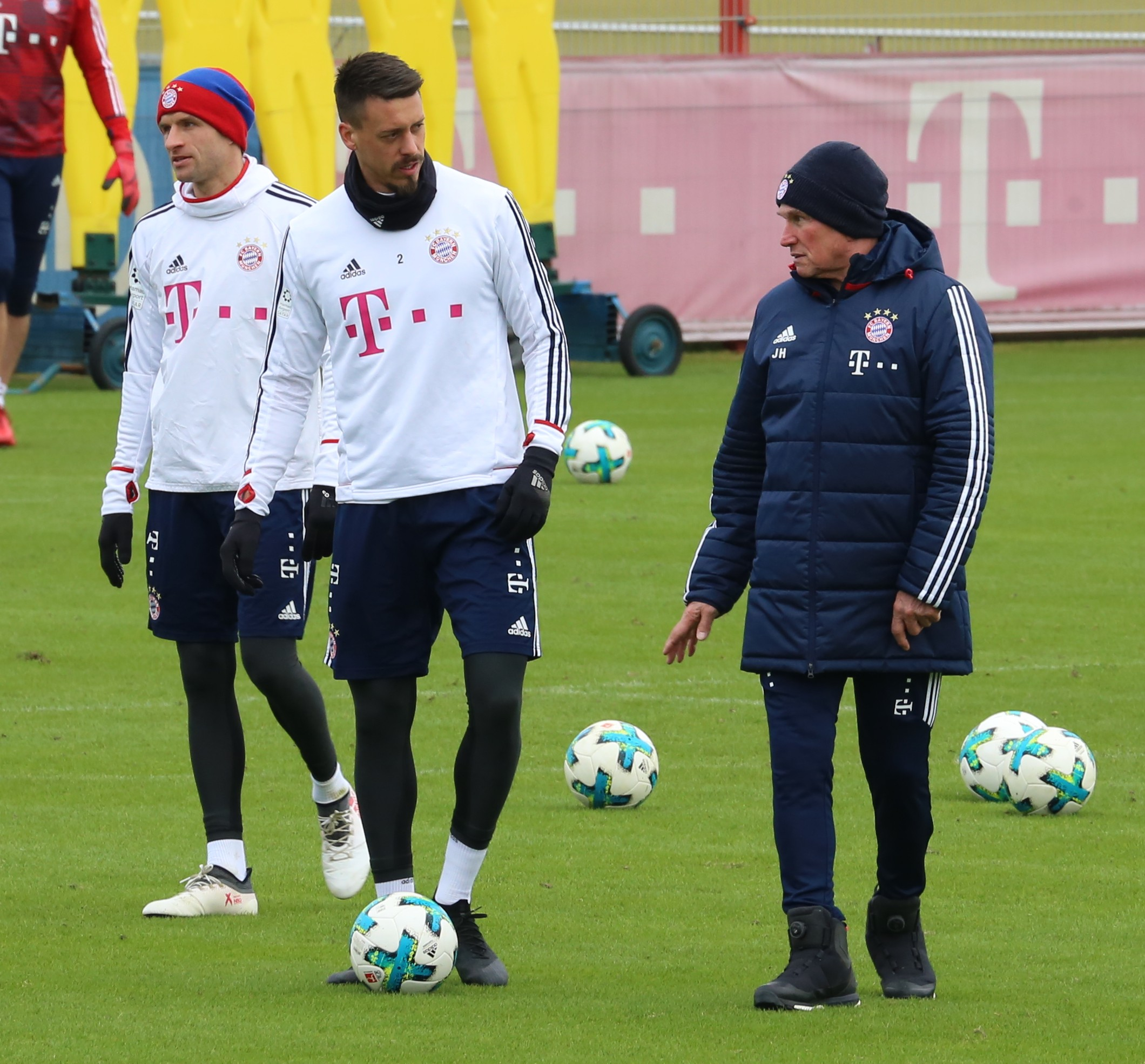
Heynckes in seiner vierten Station als Trainer des FC Bayern

Am 9. Oktober 2017 übernahm Heynckes zum vierten Mal die Mannschaft des FC Bayern München, die nach sieben Spieltagen mit fünf Punkten Rückstand auf Borussia Dortmund auf dem zweiten Tabellenplatz stand. Er löste damit Willy Sagnol ab, der das Team nach der Freistellung Carlo Ancelottis übergangsweise für ein Spiel trainiert hatte. Heynckes’ Vertrag lief bis zum Ende der Saison 2017/18. Bei seiner Vorstellung äußerte er, dass es sich bei dem Engagement um kein Comeback, sondern um einen Freundschaftsdienst für Uli Hoeneß handle. Unter Heynckes spielte sich der FC Bayern zurück an die Spitze der Bundesligatabelle und sicherte sich am 29. Spieltag vorzeitig die Deutsche Meisterschaft. In der Champions League schied Heynckes mit der Mannschaft im Halbfinale gegen Real Madrid aus und verlor am 19. Mai 2018 das DFB-Pokalfinale gegen Eintracht Frankfurt. Anschließend trat er als Trainer ab. Im Juli 2018 eröffnete der FC Bayern die Sonderausstellung „Jupp Heynckes – Spieler, Trainer, Mensch“ in der „Erlebniswelt“ der Allianz Arena.

## Titel und Auszeichnungen als Cheftrainer

### Verein
International
- Champions-League-Sieger (2): 1998 (Real Madrid), 2013 (FC Bayern München)

Deutschland
- Meister (4): 1989, 1990, 2013, 2018 (alle FC Bayern München)
- Pokalsieger: 2013 (FC Bayern München)
- Supercupsieger (3): 1987, 1990, 2012 (FC Bayern München)

Spanien
- Supercupsieger: 1997 (Real Madrid)

### Auszeichnungen
- FIFA-Welttrainer des Jahres: 2013
- IFFHS-Welt-Klubtrainer: 2013
- Onze d’or: 2013
- World-Soccer-Trainer des Jahres: 2013
- Deutschlands Trainer des Jahres: 2013, 2018
- VDV-Trainer der Saison: 2012/13, 2017/18
- Bambi 2013 in der Kategorie Sport: Liste der Bambi-Preisträger#H
- DFB-Fair-Play-Medaille: 2013
- Ehrenring der Stadt Mönchengladbach: 2016
- Aufnahme in die Hall of Fame des deutschen Fußballs: 2024

### Sonstiges
- Er ist der erste Trainer einer deutschen Mannschaft, der das große europäische Triple im Männerfußball gewann.
- Er ist neben Jock Stein, Ștefan Kovács, Guus Hiddink, Alex Ferguson, Pep Guardiola, José Mourinho, Luis Enrique und Hansi Flick einer von neun Trainern, die das große europäische Triple im Männerfußball gewannen.
- Er ist einer von sieben Trainern neben Ernst Happel, Ottmar Hitzfeld, José Mourinho, Carlo Ancelotti, Pep Guardiola und Luis Enrique, die die UEFA Champions League bzw. den Europapokal der Landesmeister mit zwei verschiedenen Vereinen gewannen.

## Politische Einstellung
Kurz vor seinem 75. Geburtstag im Mai 2020 äußerte Heynckes, dass ihm Politik als Spieler und Trainer nicht besonders wichtig gewesen sei, dies sich aber nach seiner Karriere geändert habe. Wichtig sei ihm insbesondere der Klimaschutz geworden: Für junge und zukünftige Generationen zeichne sich „eine fatale Klimasituation ab. Deshalb haben die jungen Leute vollkommen recht, wenn sie protestieren.“ Er habe mehrfach gedacht, er müsse selbst bei Klimademonstrationen mitmarschieren, denn er könne Missstände und Ungerechtigkeit nicht ertragen. Zugleich äußerte er, dass er „große Sympathien“ für die Fridays-for-Future-Bewegung habe, und forderte, auch im Hinblick auf die COVID-19-Pandemie, eine Änderung des gegenwärtigen Lebensstiles, „der auf immer mehr Profit ausgerichtet ist“. Wenn die Gesellschaft so weitermache wie bisher, dann „endet alles in einer Katastrophe“.

## Privates
Heynckes war das neunte von zehn Kindern eines Schmieds und lernte zuerst den Beruf des Stuckateurs, um seinem Berufsziel Architekt näher zu kommen. Nebenbei spielte er aber weiter Fußball und im Winter zusätzlich Eishockey.
Er ist verheiratet und hat eine Tochter. Er lebt auf einem Bauernhof in Schwalmtal in der Nähe von Mönchengladbach.

## Trivia
- Aufgrund der starken Rötung, die sein Gesicht bei Erregung annimmt, erhielt Heynckes in seiner Zeit als Trainer von Borussia Mönchengladbach den Spitznamen „Osram“, nach dem gleichnamigen Hersteller für Leuchtmittel. Erstmals will Rudi Gores den Begriff verwendet haben.[52] Gleiches wird allerdings auch Wolfram Wuttke nachgesagt.[53] Später wurde der Spitzname auch in den Medien bekannt.[54]
- Er ist der bisher einzige Trainer, der nach dem Gewinn der Champions League seinen jeweiligen Verein verlassen musste. Bei Real Madrid wurde er 1998 acht Tage nach dem Champions-League-Sieg aufgrund von Erfolglosigkeit in der Primera División (4. Platz) entlassen, beim FC Bayern wurde sein Vertrag 2013 nicht verlängert zugunsten einer Verpflichtung von Pep Guardiola.